# Hemicoelus laticollis
Hemicoelus laticollis är en skalbaggsart som först beskrevs av Henry Clinton Fall 1905.  Hemicoelus laticollis ingår i släktet Hemicoelus och familjen trägnagare. Inga underarter finns listade i Catalogue of Life.